# Bohdan Ronin-Walknowski
Bohdan Ronin-Walknowski (ur. 13 marca 1937 w Zabrzu) – artysta plastyk, rzeźbiarz. Od 1967 mieszkaniec Szczecina.
W 1965 ukończył Akademię Sztuk Pięknych im. Jana Matejki w Krakowie (studiował architekturę wnętrz u prof. Mariana Sigmunda). Tworzy w zakresie architektury wnętrz, rzeźby, malarstwa i grafiki. Posiada rozliczne zainteresowania i sfery aktywności.

## Dorobek artystyczny:[1]
- popiersie J. Piłsudskiego w Szczecinie (2000)
- pomnik Jana Pawła II w Rewalu (2006)
- popiersie Karola Marcinkowskiego w Poznaniu (2007)
- popiersie J. Piłsudskiego w Złocieńcu (2008)
- rzeźba rybaka w Rewalu (2010)
- rzeźba rybaka w Nowym Warpnie (2011)
- pomnik Hansa Hartiga w Nowym Warpnie (2012)
- pomnik matki w Nowym Warpnie (2014)
- pomnik Elizabeth von Arnim w Buku (2015)
- Ławeczka Elizabeth von Arnim w Dobrej (2016)
- pomnik misia Wojtka w Szczecinie (2019)[2]
- tablice pamiątkowe upamiętniające m.in.: gen. Grota Roweckiego, K. Szpotańskiego, J. Kępińskiego, M. Doliwo-Dobrowolskiego, J. Nowaka-Jeziorańskiego, 8 tablic poświęconych polskim żeglarzom,
- projekt sztandaru „Solidarności” Pomorza Zachodniego
- projekt wnętrza zamku w Tucznie

## Udział w wystawach:[1]
- wystawy indywidualne krajowe: Lublin (1980), Piła (1979), Szczecin (1974, 1975, 1978), Zielona Góra (10 wystaw w latach: 1977-91)
- wystawy zbiorowe krajowe: Białowieża (1988, 1989), Bielsko (1980), Buk (1995, 1997), Kamień Pomorski (1994), Katowice (1975, 1976, 1981), Łódź (1988), Majdanek (1987), Poznań (1984, 1985, 1986, 1987), Sopot (1975), Szczecin (1970, 1971, 1972, 1975, 1976, 1978, 1979, 1980, 1982, 1984, 1985), Tuczno (1984), Rzeszów (1980), Warszawa (1975)
- wystawy zagraniczne: Bułgaria (1973), Czechosłowacja (1988), Finlandia (1991), Francja (1991, 1994), Hiszpania (1975), Litwa (1987), Łotwa (1983, 1984), Meksyk (1978), Monako (1980),  Niemcy (8 wystaw w latach: 1975-86), Szwajcaria (1981, 1989), Szwecja (1976, 1991), USA (1995), Węgry (1979)

## Pełnione funkcje:[1]
- wiceprezes Związku Polskich Artystów Plastyków w Szczecinie
- prezes Związku Piłsudczyków w Szczecinie
- dyrektor Klubu „13 Muz” w Szczecinie
- Naczelny Plastyk Szczecina (1983-88)

## Odznaczenia:[1]
- Krzyż Kawalerski Orderu Odrodzenia Polski
- Odznaka Gryfa Zachodniopomorskiego
- Medal „Pro Patria”
- Medal „Pro Memoria”
- Medal „Opiekun Miejsc Pamięci Narodowej”
- Medal „Za zasługi dla obronności kraju”

## Zainteresowania pozaartystyczne:[1][2]
- kolekcjoner militariów i pamiątek z okresu Legionów J. Piłsudskiego[2]
- żeglarz – jachtowy sternik morski i motorowodny sternik morski. Brał kilkakrotnie udział w Operacjach Żagiel – The Tall Ships’ Races[1]
- kierowca rajdowy i wyścigowy. Zdobywca Pucharu "Motoru", mistrz Polski 1975[1]
- uprawiał paralotniarstwo, narciarstwo wodne i zimowe[1]
- w 1959 wraz z kolegami objechał  Polskę na hulajnodze, pokonując dystans ok. 1400 km[2].

Galeria prac Bohdana Ronin-Walknowskiego
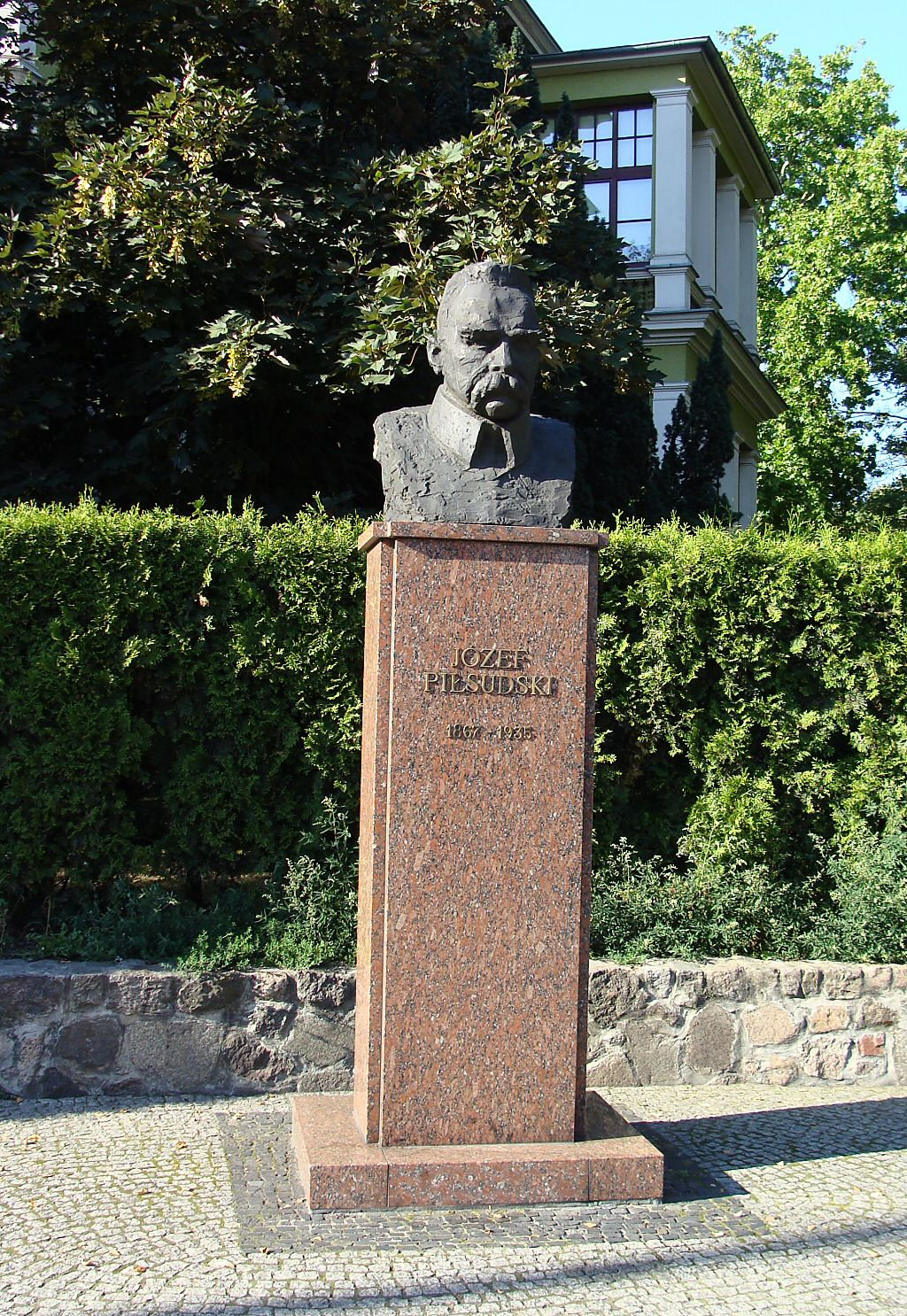
Popiersie J. Piłsudskiego w Szczecinie
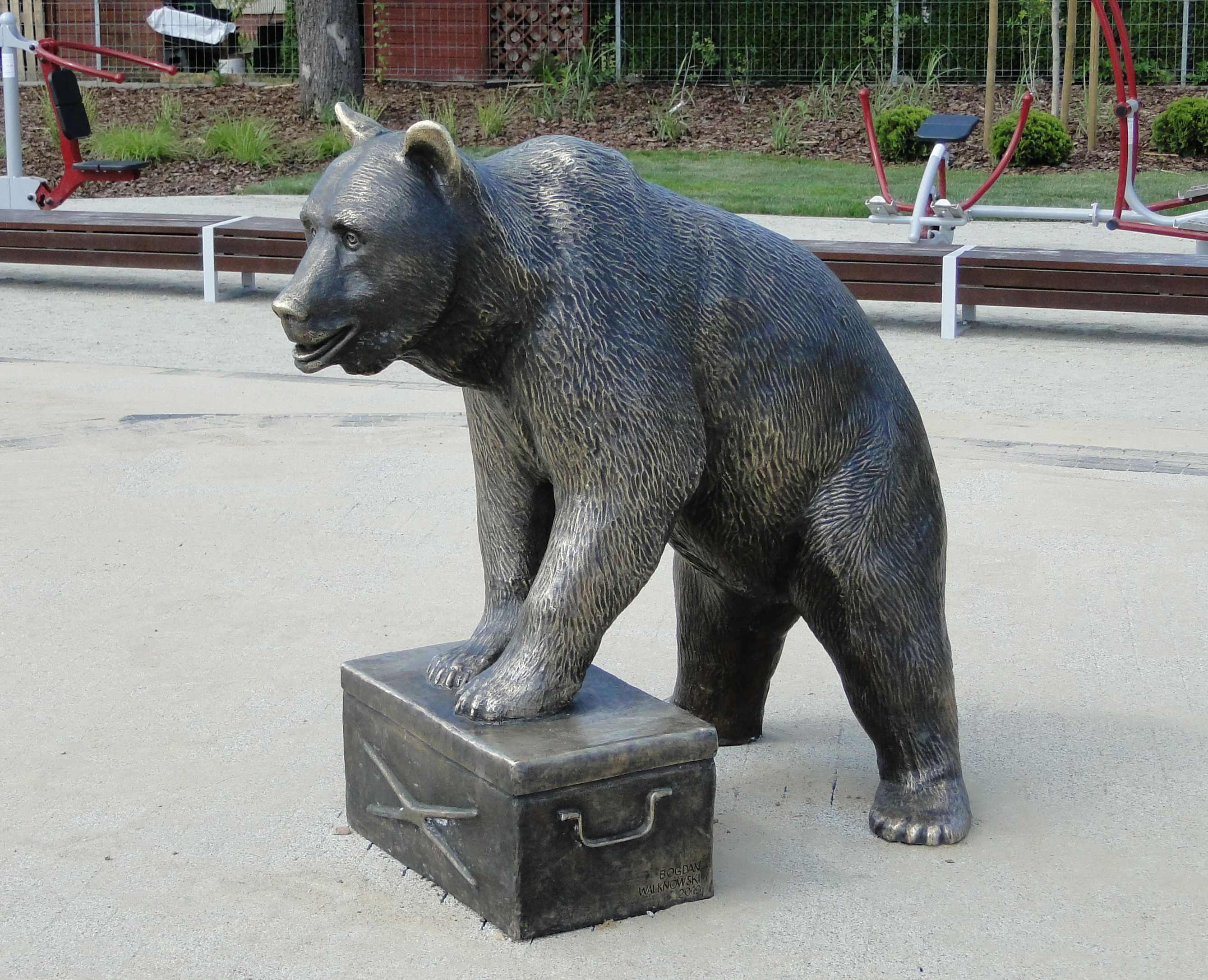
Pomnik Misia Wojtka w Szczecinie
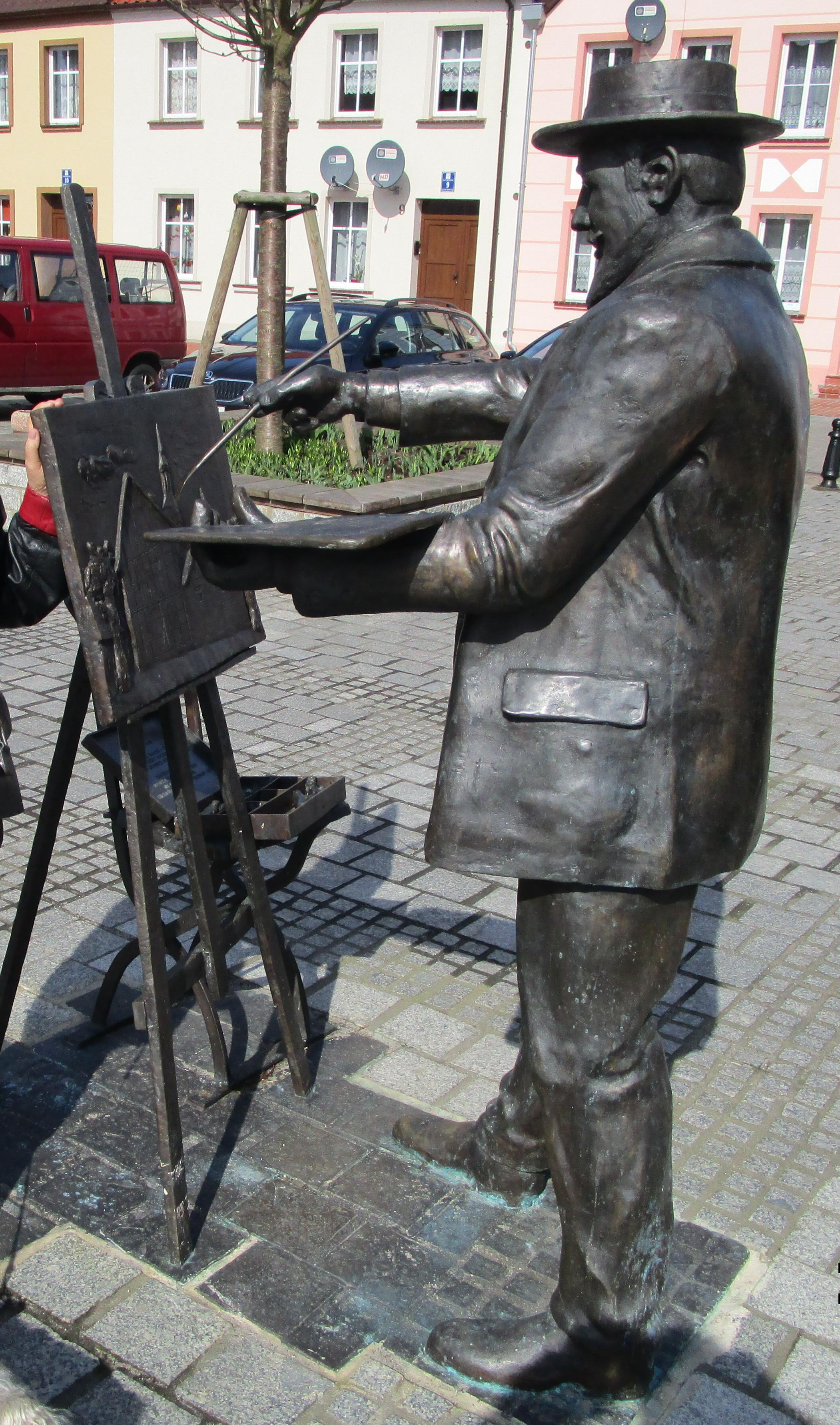
Pomnik Hansa Hartiga w Nowym Warpnie
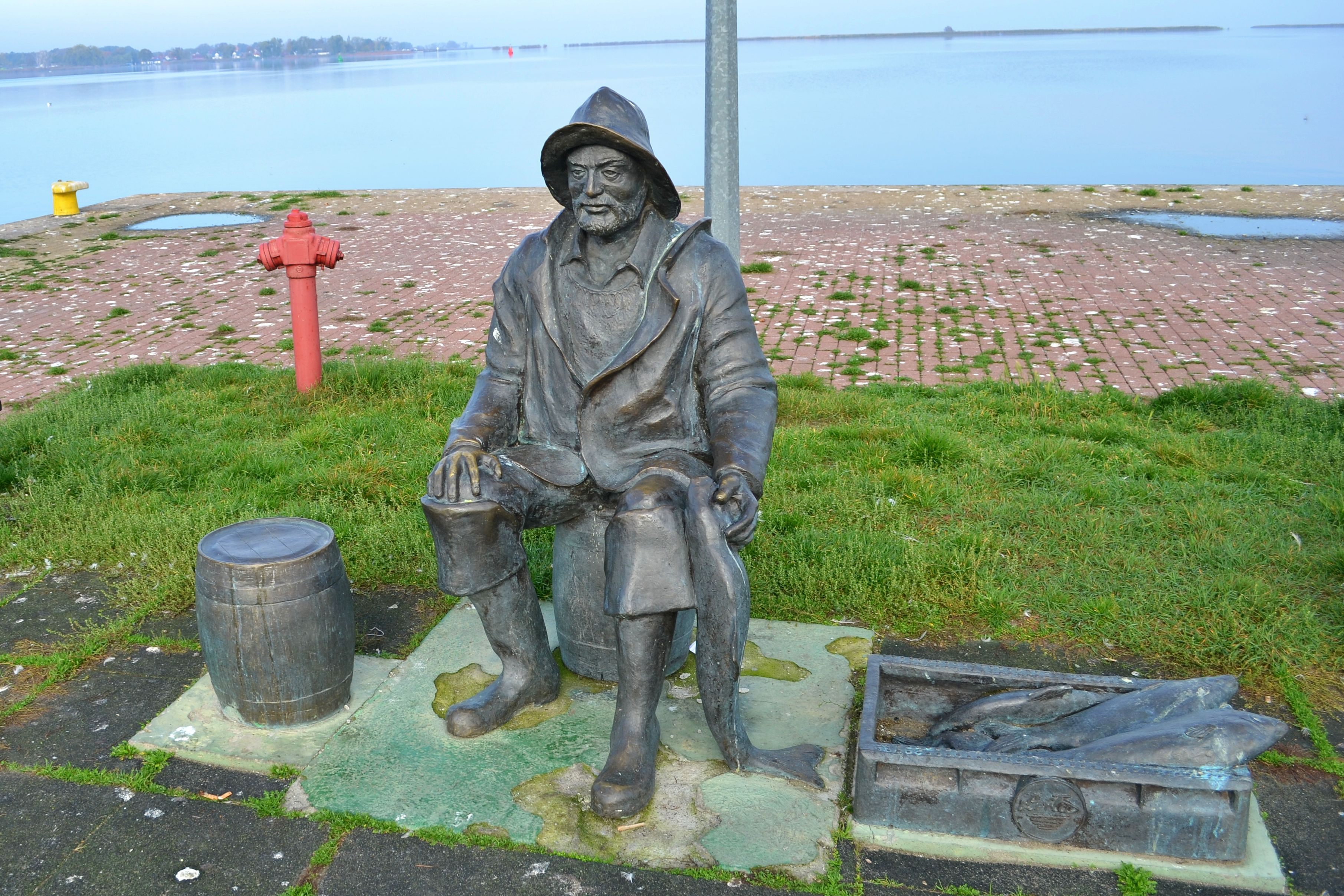
Pomnik Rybaka w Nowym Warpnie
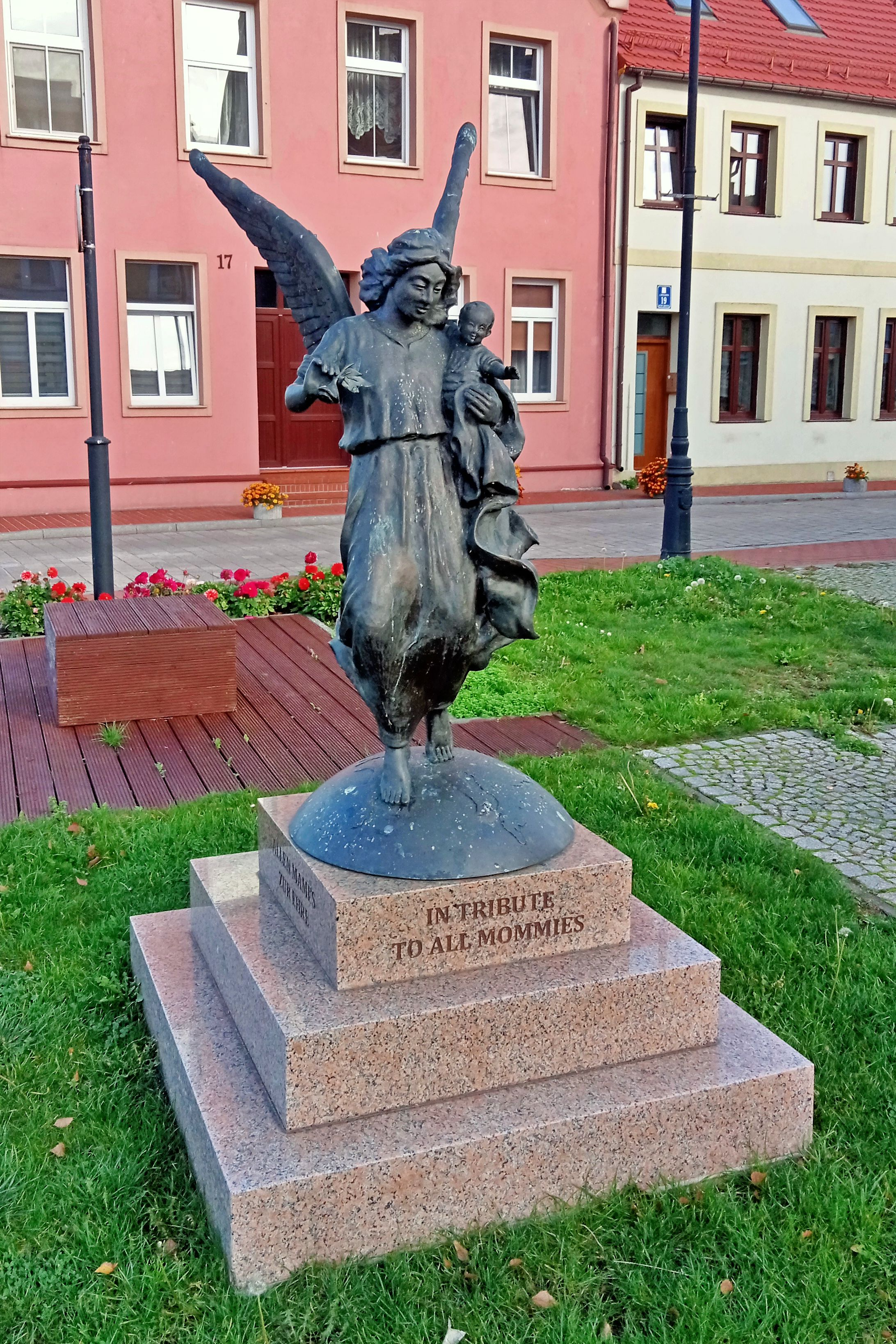
Pomnik Matki w Nowym Warpnie
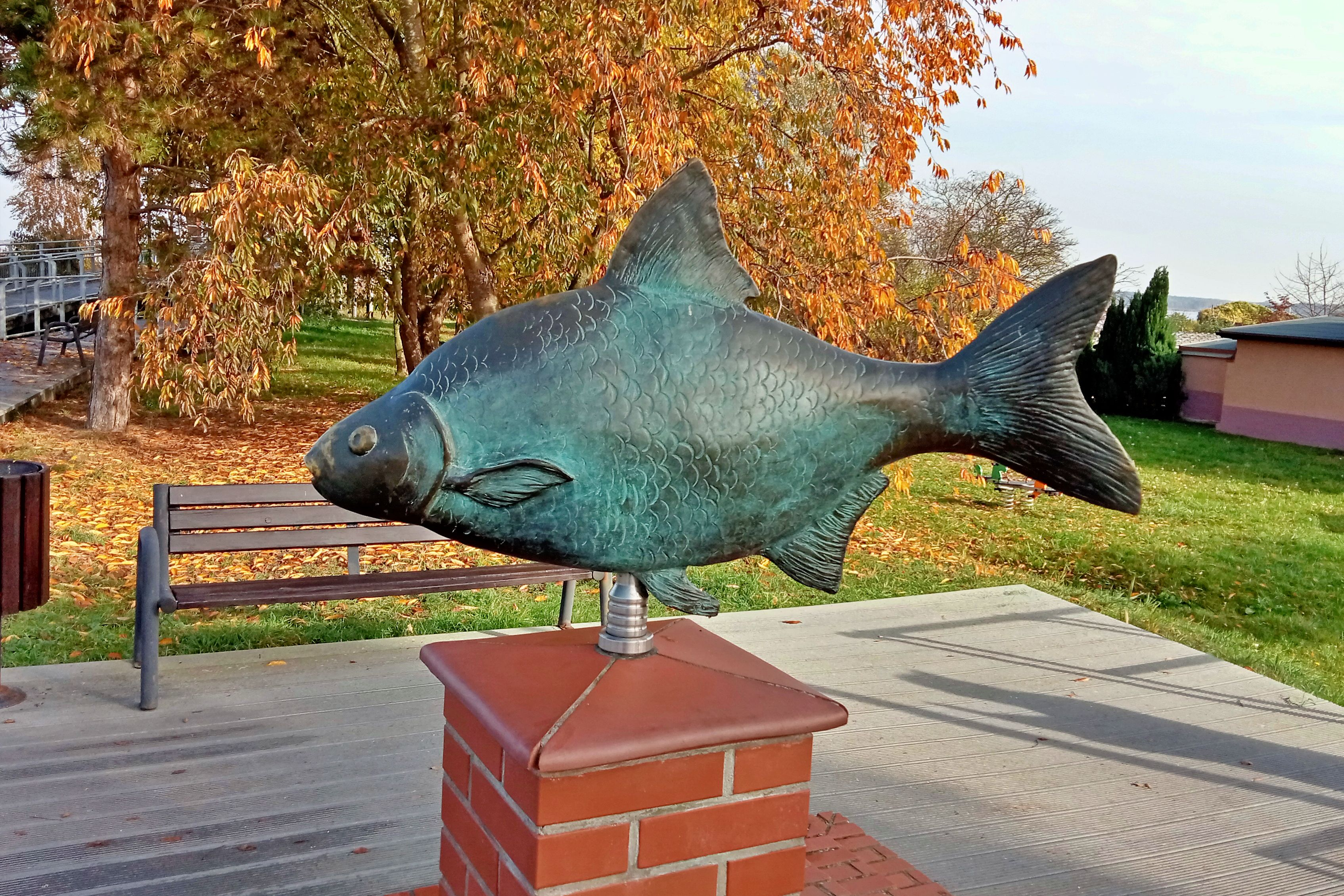
Pomnik Ryby w Nowym Warpnie
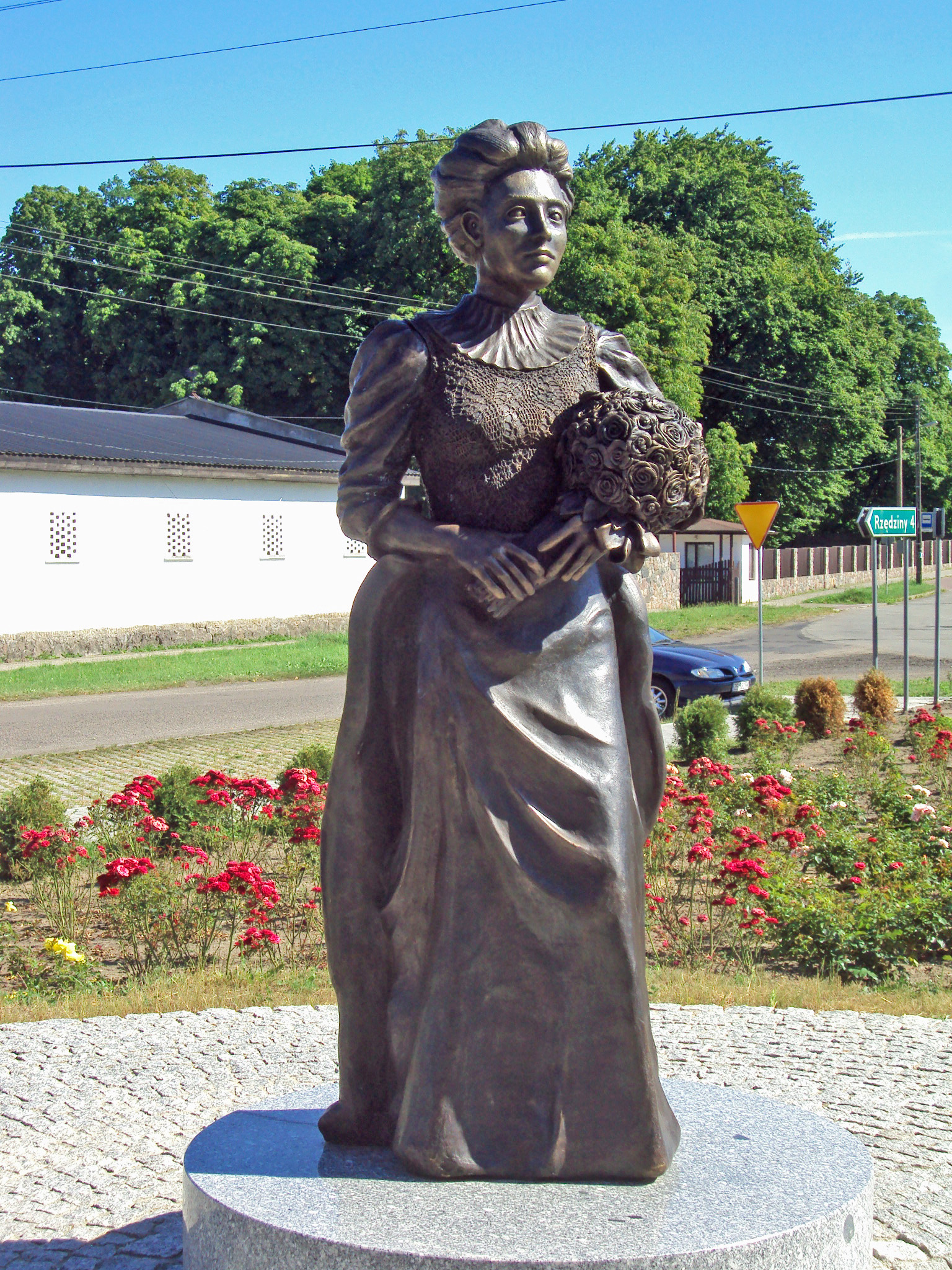
Pomnik Elizabeth von Arnim w Buku
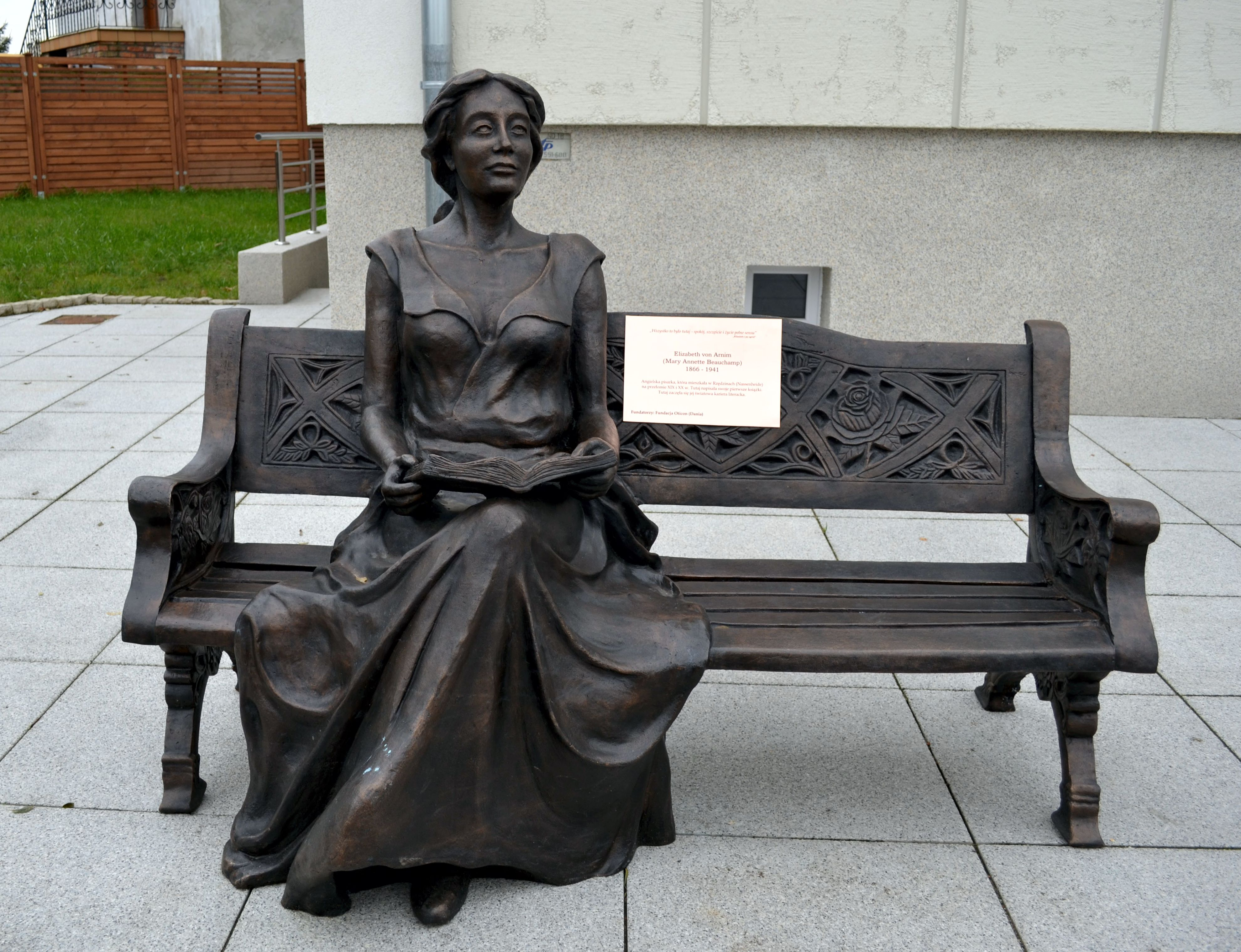
Pomnik Elizabeth von Arnim w Dobrej Szczecińskiej
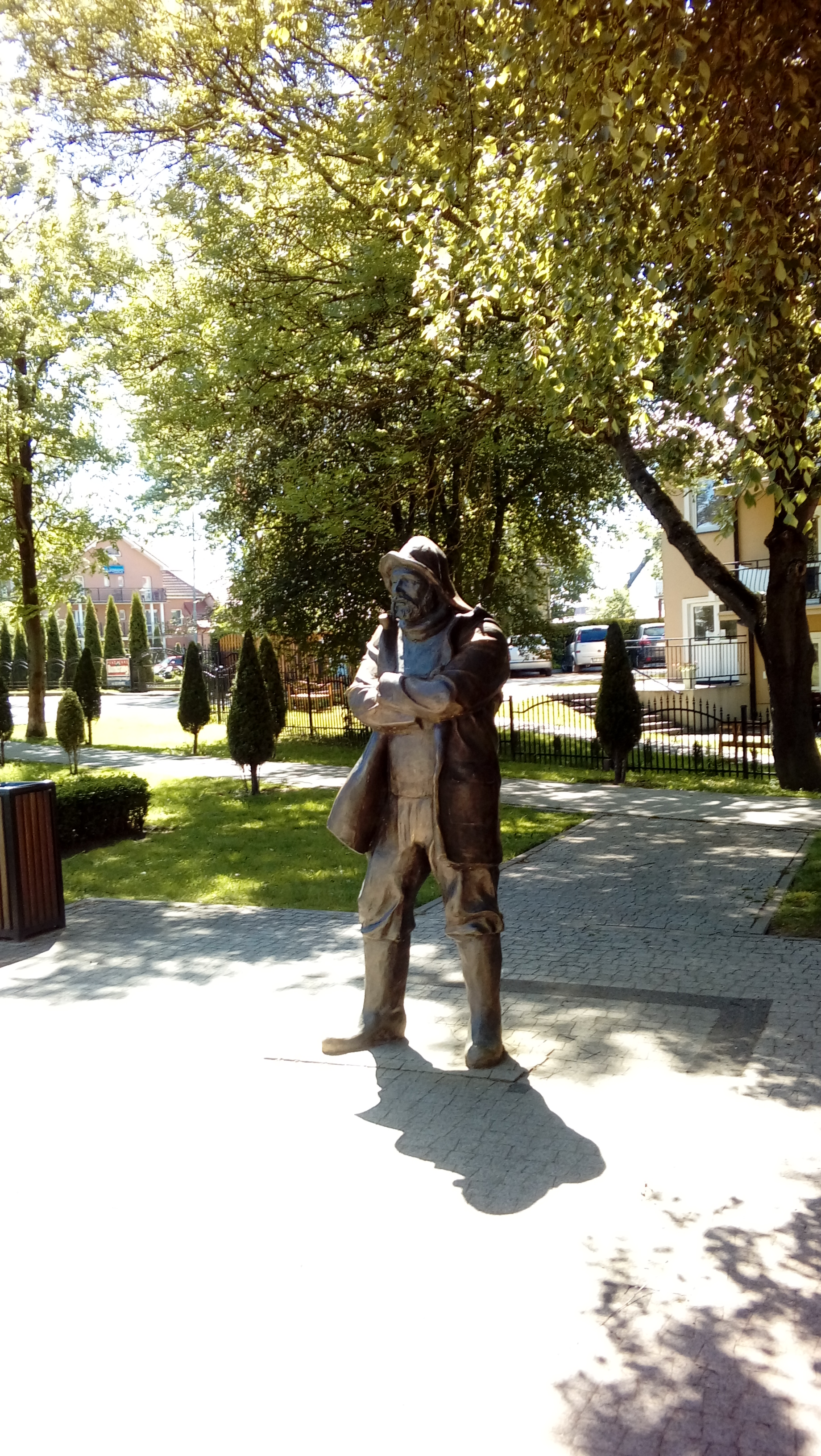
Pomnik Rybaka w Rewalu
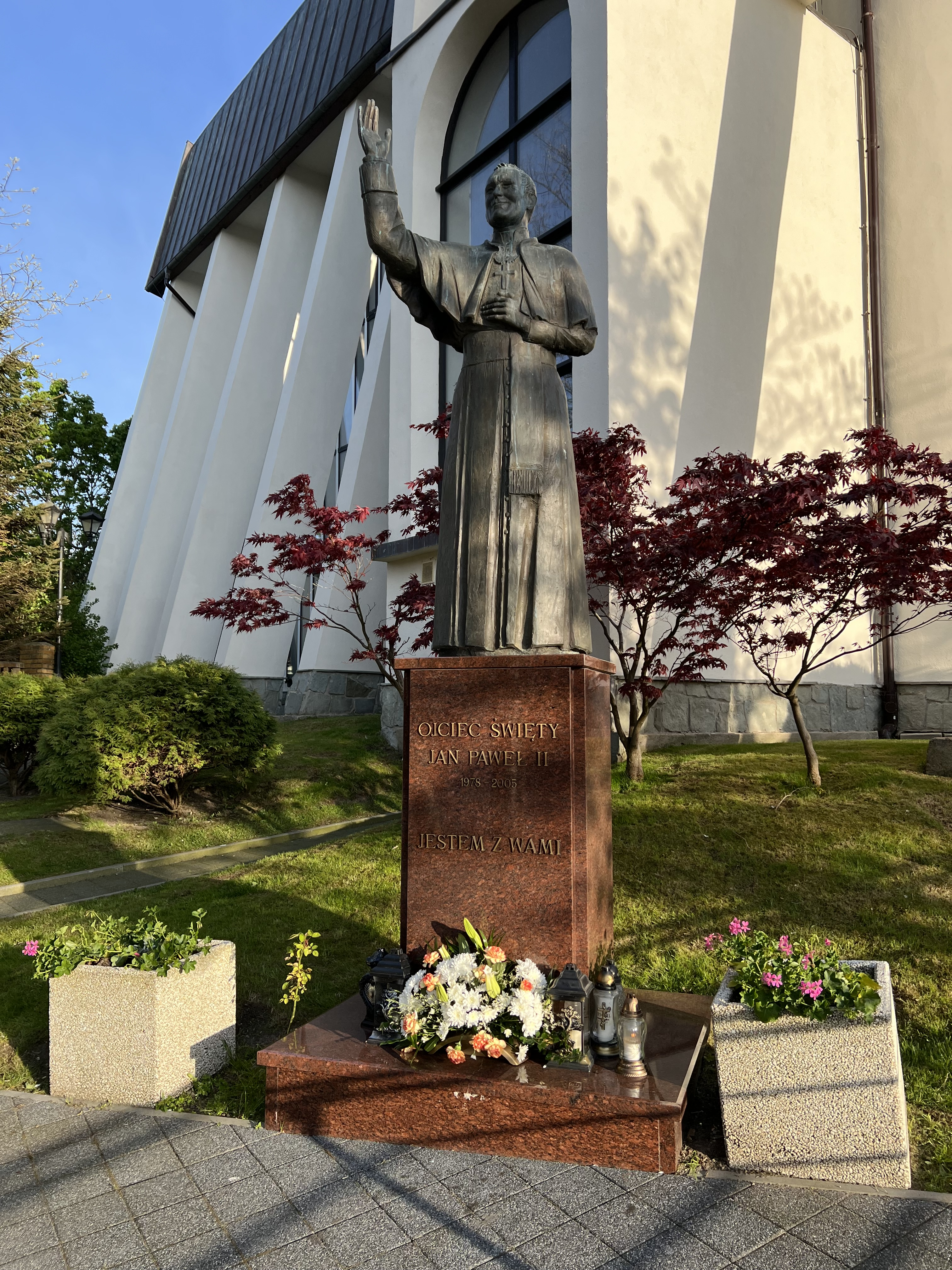
Pomnik Jana Pawła II w Rewalu